# Roberto Tamburini
Roberto Tamburini (Rimini, 15 de enero de 1991) es un ex piloto italiano de motociclismo, que compitió en el Campeonato del Mundo de Motociclismo entre 2006 y 2007. En 2010 Tamburini cambió en la categoría de Supersport italiano, ganando el título en cuatro ocasiones.

## Biografía
Tamburini debuta en Mundial de velocidad de 2006, con tan solo quince años, en la categoría de 125cc en el equipo de Matteoni Racing con una Aprilia RS 125 R. Seguiría vinculado la temporada siguiente sin sumar puntos en ninguna de las dos temporadas.
En 2008, pasa a competir en el Campeonato Italiano de velocidad y, un año después, hizo lo propio en el Campeonato Europeo Superstock 600 siempre a bordo de la Yamaha del equipo Bike Service. El 23 agosto consigue su primera carrera de Superstock 600 en el circuito de Misano. Un año después debutaría en el Campeonato Mundial de Supersport consiguiendo su primer podio en la carrera de se debut en Misano. De todas manera, una caída y una lesión en la clavícula en Silverstone le hizo perder parte de la temporada. Volvería tres carreras después, acabando la temporada en la posición decimocuarta de la general con 32 puntos. Mejoraría su posición en 2011 acabando en la novena posición. A finales de 2013, deja la escudería Team Lorini para firmar por Suriano Racing Team con la Suzuki GSX-R600. En 2013, suma 39 puntos que le valieron la 16.ª posición de la general. Al año siguiente pasa a pilotar la Kawasaki ZX-6R del equipo San Carlo Puccetti Racing, acabando en undécimo puesto de la general con 70 puntos.
En 2015, da el salto a Superstock 1000 FIM Cup con la BMW S1000RR del equipo MotoxRacing. En esta temporada, Tamburini lucha hasta la última carrera por el título contra Lorenzo Savadori, ganando las carreras de Aragón, Jerez y Portogallo y acaba subcampeón a 22 puntos de Savadori. En el Campeonato Italiano, también se proclama subcampeón en la categoría de Superbike. En 2016, sigue en Superstock 1000 FIM aunque lo hace en la escudería Nuova M2 Racing con una Aprilia RSV4 RF. Finaliza la temporada en el séptimo puesto.

## Resultados de carrera

### Carreras por año
(Carreras en negrita indica pole position, carreras en cursiva indica vuelta rápida).
| Año  | Clase | Moto    | 1      | 2      | 3      | 4      | 5       | 6      | 7      | 8      | 9      | 10      | 11     | 12     | 13     | 14     | 15      | 16     | 17     | Pts. | Pos. |
| ---- | ----- | ------- | ------ | ------ | ------ | ------ | ------- | ------ | ------ | ------ | ------ | ------- | ------ | ------ | ------ | ------ | ------- | ------ | ------ | ---- | ---- |
| 2006 | 125cc | Aprilia | ESP 34 | QAT 29 | TUR 31 | CHN 29 | FRA Ret | ITA 28 | CAT 30 | NED 27 | GBR 29 | GER Ret | CZE 22 | MAL 19 | AUS 22 | JPN 18 | POR Ret | VAL 17 |        | 0    | -    |
| 2007 | 125cc | Aprilia | QAT 23 | ESP 25 | TUR 18 | CHN 20 | FRA 22  | ITA 24 | CAT 22 | GBR 29 | NED 22 | GER 20  | CZE 21 | RSM 19 | POR 22 | JPN 16 | AUS 23  | MAL 21 | VAL 19 | 0    | -    |

### Campeonato Mundial Supersport

#### Carreras por año
(Carreras en negrita indica pole position, carreras en cursiva indica vuelta rápida).
| Año  | Moto     | 1       | 2      | 3       | 4       | 5      | 6       | 7      | 8       | 9      | 10      | 11      | 12      | 13     | Pts. | Pos. |
| ---- | -------- | ------- | ------ | ------- | ------- | ------ | ------- | ------ | ------- | ------ | ------- | ------- | ------- | ------ | ---- | ---- |
| 2010 | Yamaha   | AUS     | POR    | SPA     | NED     | ITA    | RSA     | USA    | SMR 5   | CZE    | GBR DNS | GER 9   | ITA 9   | FRA 9  | 32   | 14.º |
| 2011 | Yamaha   | AUS 20  | EUR 12 | NED DSQ | ITA 6   | SMR 9  | SPA 5   | CZE 5  | GBR 4   | GER 11 | ITA Ret | FRA 7   | POR 6   |        | 80   | 9.º  |
| 2012 | Honda    | AUS Ret | ITA 4  | NED 9   | ITA 16  | EUR 11 | SMR 4   | SPA 15 | CZE Ret | GBR 12 | RUS 9   | GER Ret | POR Ret | FRA 25 | 50   | 12.º |
| 2013 | Suzuki   | AUS 13  | SPA 15 | NED 26  | ITA 18  | GBR    | POR     | ITA    |         |        |         |         |         |        | 39   | 16.º |
| 2013 | Honda    |         |        |         |         |        |         |        | RUS C   | GBR 12 | GER 7   | TUR 6   | FRA 8   | SPA 12 | 39   | 16.º |
| 2014 | Kawasaki | AUS 5   | SPA 7  | NED 7   | ITA Ret | GBR 8  | MAL Ret | ITA 5  | POR Ret | SPA 10 | FRA 7   | QAT 9   |         |        | 70   | 11.º |